# Ліам Росеньйор
Ліам Росеньйор (англ. Liam Rosenior, нар. 9 липня 1984, Лондон) — англійський футболіст, що грав на позиції захисника. По завершенні ігрової кар'єри — тренер. З 2024 року очолює тренерський штаб команди «Страсбур».
Виступав, зокрема, за клуб «Галл Сіті», а також молодіжну збірну Англії.

## Клубна кар'єра
У дорослому футболі дебютував 2001 року виступами за команду «Бристоль Сіті», в якій провів два сезони, взявши участь у 23 матчах чемпіонату. 
Згодом з 2003 по 2010 рік грав у складі команд «Фулгем», «Торкі Юнайтед», «Фулгем», «Редінг» та «Іпсвіч Таун».
Своєю грою за останню команду привернув увагу представників тренерського штабу клубу «Галл Сіті», до складу якого приєднався 2010 року. Відіграв за клуб з Галла наступні п'ять сезонів своєї ігрової кар'єри. Більшість часу, проведеного у складі «Галл Сіті», був основним гравцем команди.
Завершив ігрову кар'єру у команді «Брайтон енд Гоув», за яку виступав протягом 2015—2018 років.

## Виступи за збірні
У 2005 році дебютував у складі юнацької збірної Англії (U-20), загалом на юнацькому рівні взяв участь у 4 іграх, відзначившись одним забитим голом.
Протягом 2005–2007 років залучався до складу молодіжної збірної Англії. На молодіжному рівні зіграв у 7 офіційних матчах.

## Кар'єра тренера
Розпочав тренерську кар'єру відразу ж по завершенні кар'єри гравця, 2018 року, увійшовши до тренерського штабу клубу «Брайтон енд Гоув», де пропрацював з 2018 по 2019 рік.
В подальшому входив до тренерського штабу клубу «Дербі Каунті».
З 2022 по 2024 роки очолював тренерський штаб команди «Галл Сіті».